# An Old Sweetheart of Mine

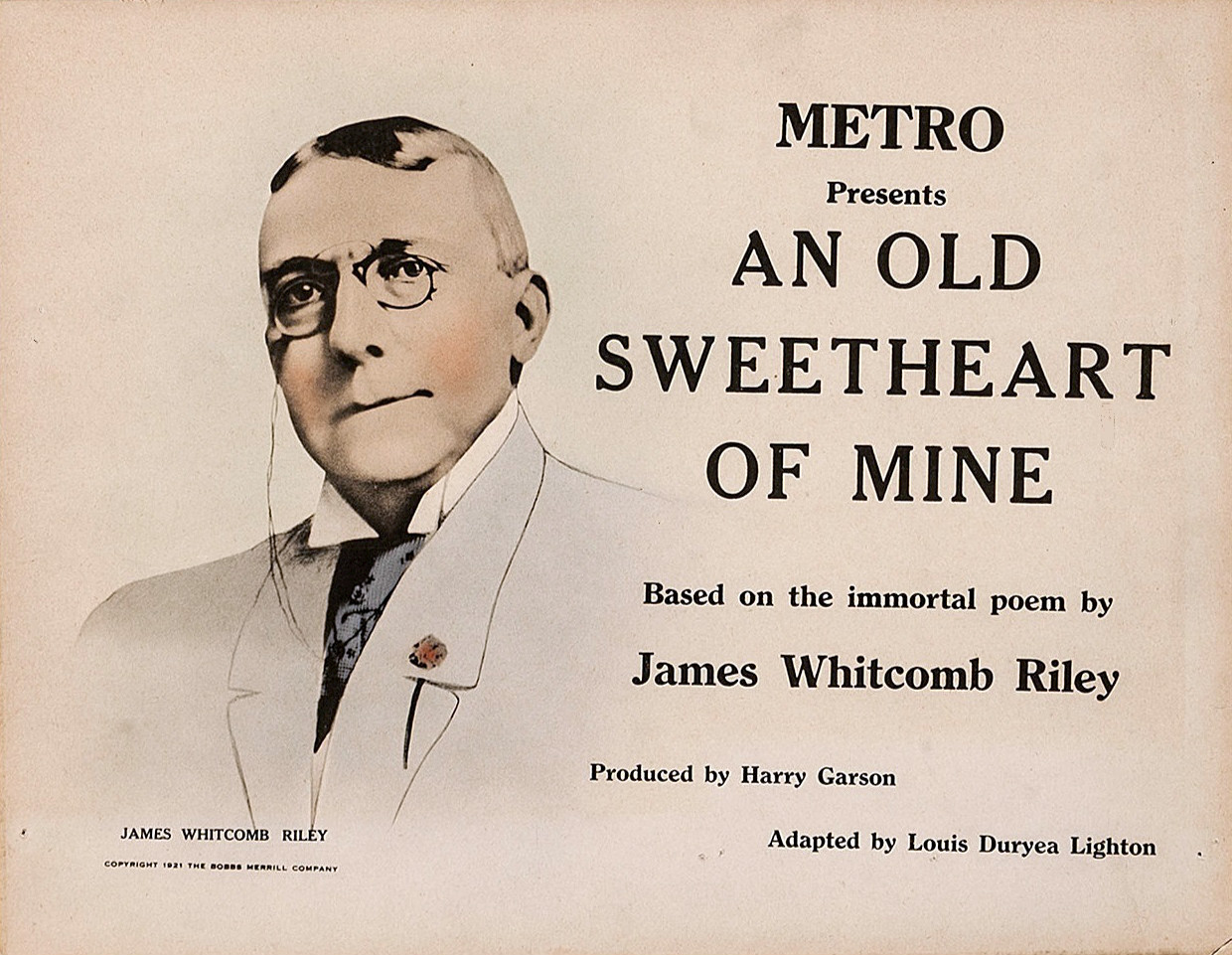
Annonce pour le film

An Old Sweetheart of Mine est un film américain réalisé par Harry Garson et sorti en 1923.

## Fiche technique
- Réalisation : Harry Garson
- Scénario : Louis D. Lighton, d'après le poème An Old Sweetheart of Mine de James Whitcomb Riley[1]
- Production : Harry Garson Productions
- Photographie : L. William O'Connell
- Montage : Violet Blair
- Durée : 60 minutes
- Date de sortie : 16 avril 1923

## Distribution
- Elliott Dexter : John Craig

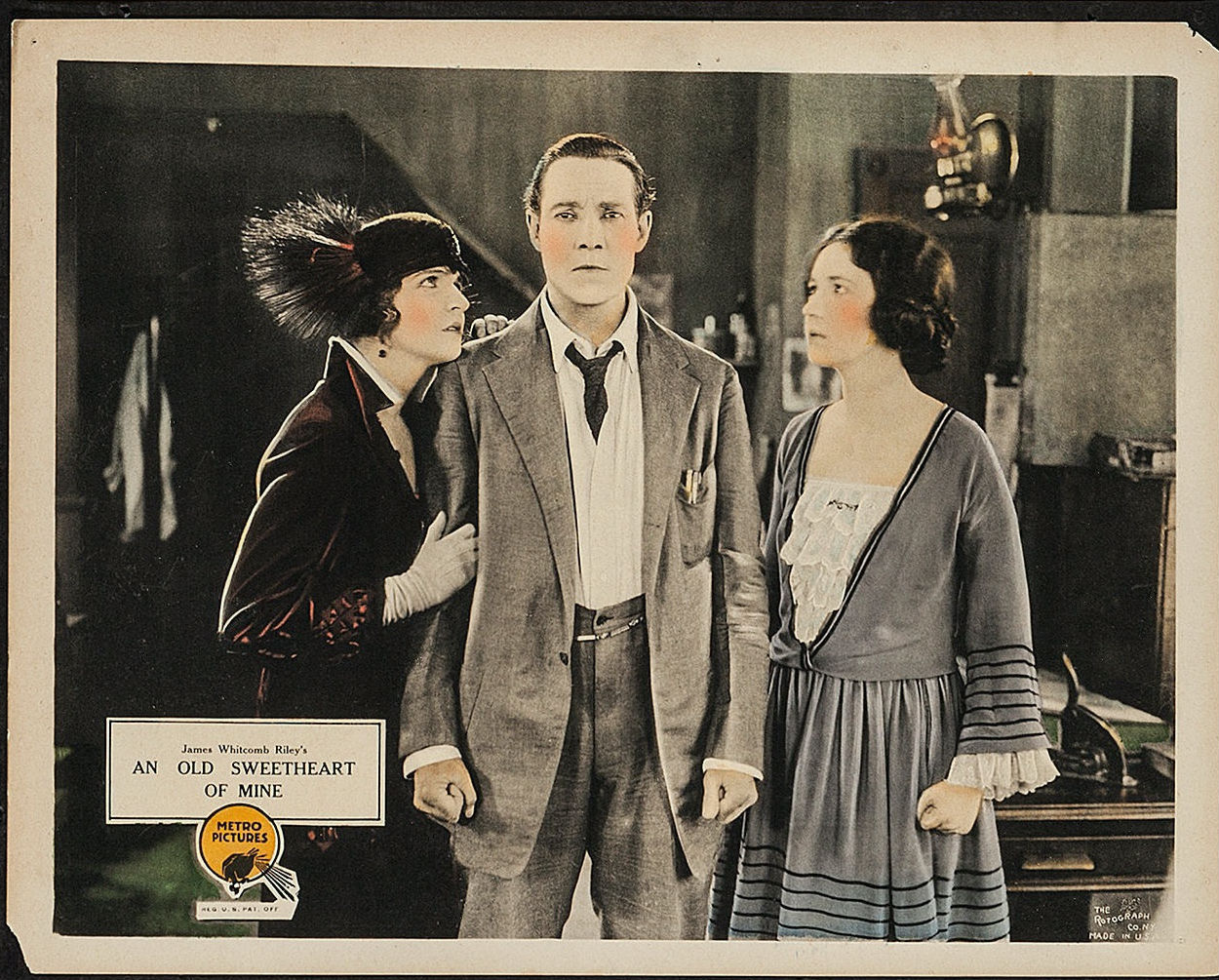
Carte promotionnelle du film.

- Helen Jerome Eddy : Mary Ellen Anderson
- Lloyd Whitlock : Stuffy Shade
- Barbara Worth : Irene Ryan
- Arthur Hoyt : Frederick McCann
- Gene Cameron : William Norton
- Pat Moore : John Craig enfant
- Mary Jane Irving : Mary Ellen Anderson enfant
- Turner Savage : Stuffy Shade enfant